# Villers-les-Ormes
Villers-les-Ormes foi uma comuna francesa na região administrativa do Centro, no departamento Indre. Estendia-se por uma área de 17,18 km². Em 2010 a comuna tinha 423 habitantes (densidade: 24,6 hab./km²).
Em 1 de janeiro de 2016, passou a formar parte da comuna de Saint-Maur.